# Ocimum tenuiflorum
Il basilico sacro (Ocimum tenuiflorum L. 1753), detto talvolta basilico santo (dall'inglese "holy basil") e chiamato tulasī in sanscrito, è una pianta annuale erbacea, appartenente alla famiglia delle Lamiaceae, normalmente coltivata come pianta sacra in India. Per il suo caratteristico e marcato profumo, il basilico è utilizzato largamente nella cucina mediterranea e del Sud-est asiatico.

## Distribuzione e habitat
Originario dell'Africa sud-tropicale, è diffuso in Cina, Sud-est asiatico e India naturalizzato nell'Europa meridionale, Australia e Sud America.

## Etimologia
Il nome deriva dal greco βασιλεύς (basileus) "re", e - in latino - basilicum, "reale", per la grande rilevanza conferita a questa erba. Altre interpretazioni etimologiche legano il nome al basilisco, che si pensava generato, come gli scorpioni ed altri animali velenosi, da questa pianta.

## Storia
L'Ocimum tenuiflorium, detto anche tulasī in sanscrito e tulsi in hindi, è un simbolo importante nelle tradizioni della religione Hindu, è considerato una pianta sacra che identifica Lakshmi, la sposa di Visnù, simbolo dell'armonia, della bellezza e dea della fertilità. Poiché secondo tradizione il tulsi apre le porte del cielo, sul petto delle persone morenti se ne pone una foglia e dopo la morte si lava loro il capo con una soluzione composta di semi di lino e basilico santo. Viene per questo anche coltivato in giardini e vasi in casa.

## Varietà
Le varietà più comuni sono:
- Krishna tulsi con foglie che vanno dal verde al violaceo
- Shri o ram tulsi con foglie verdi (Ocimum gratissimum)
- Vana tulsi con fiori bianchi e che cresce spesso selvatico ai margini della foresta.

## Morfologia

### Fusto
Il basilico sacro è una pianta erbacea annuale eretta, con fusto a base quadrangolare, alta dai 30 cm fino a 1 m, di colore che varia dal verde fino al viola pubescente.

### Foglie

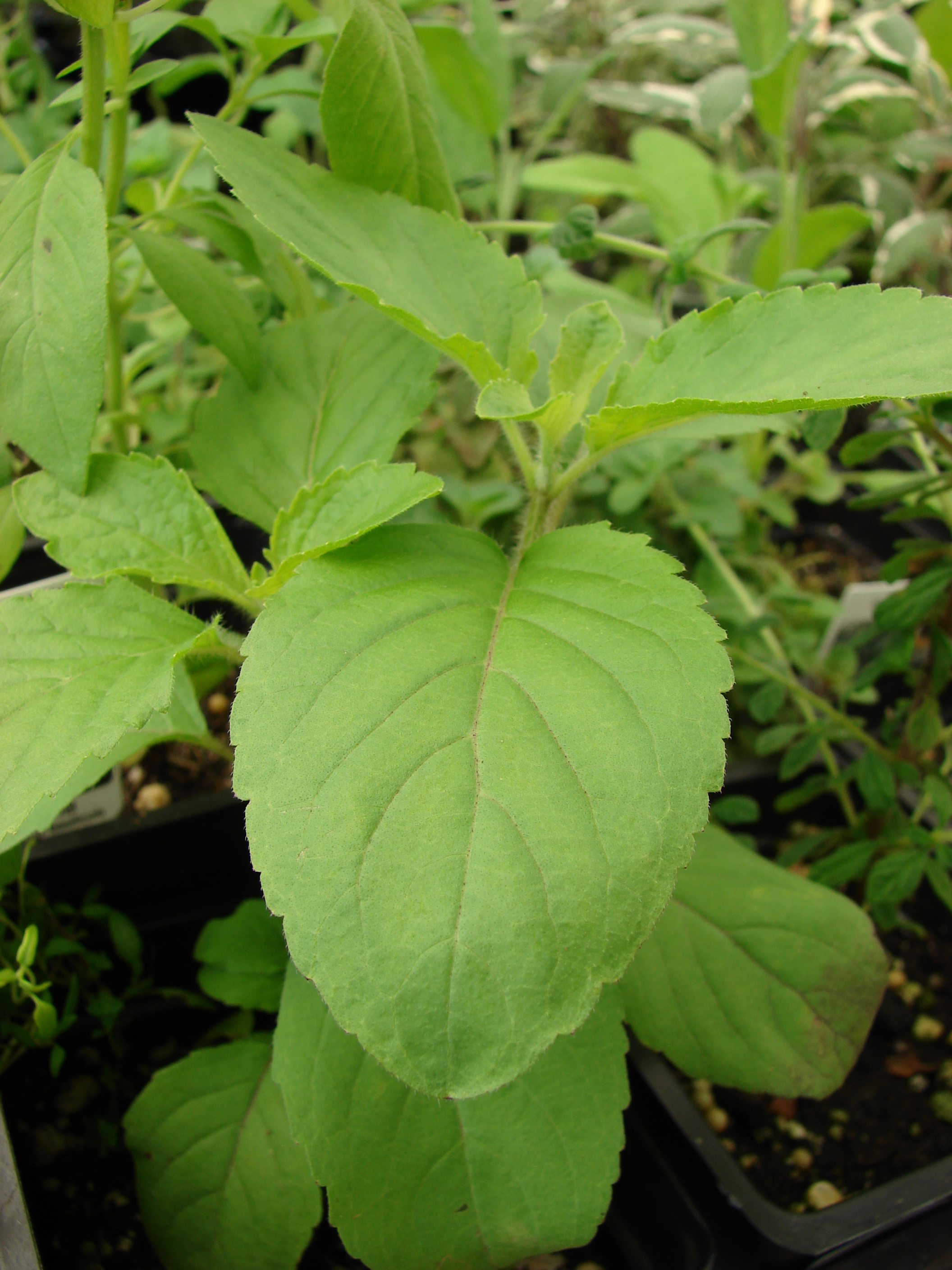
Foglia.

Le foglie sono semplici, decussate e picciolate. Il picciolo può arrivare fino a 2,5 cm di lunghezza. La lamina a margine dentato, lanceolate di 2,5 – 5 cm di lunghezza e 1,5 - 2,5 cm di larghezza, a forma di cuneo alla base e acute all'apice, di colore verde fino al viola, pubescente, e con le ghiandole su tutte e due le superfici. Le foglie hanno sapore dolce e pungente.

### Fiori

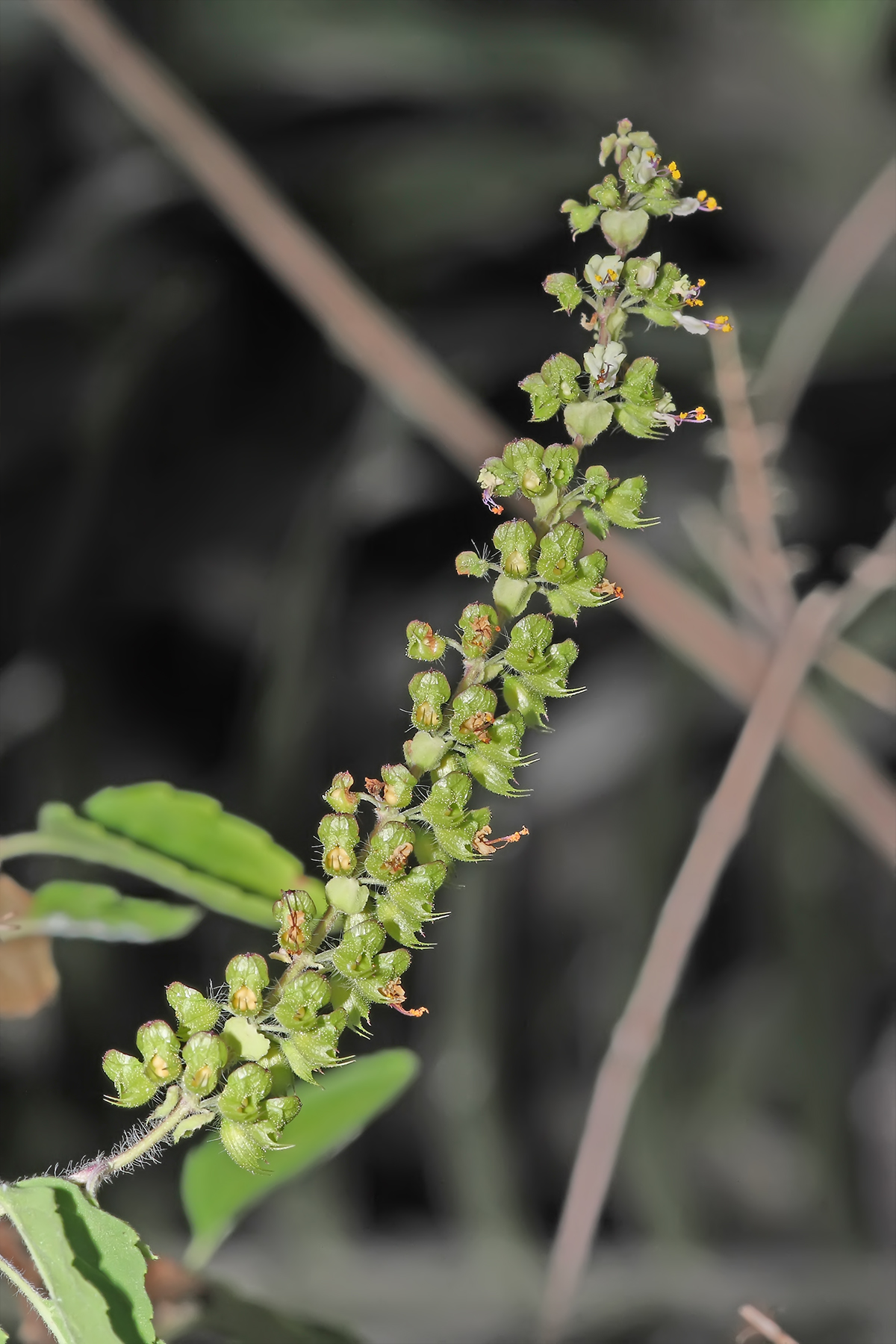
Infiorescenza.

Il fiore è picciolato, con picciolo lungo come il calice, è disposto in verticilli su una infiorescenza. La corolla è piccola dal bianco al rosa-violaceo, formati da due labbri. Il labbro basso del calice è rivolto verso il basso. Gli stami posteriori sono basalmente pubescenti. Le antere hanno teche uguali.

### Semi
Il frutto è distinto in 4 logge distinte, racchiuso a tubo da un sepalo persistente. Le logge sono nere, ovoidali, sono larghe 1 mm e lunghe 1,5. A contatto con l'acqua il seme non diventa appiccicoso. All'interno della loggia il seme è libero.

## Moltiplicazione
Si moltiplica principalmente per seme.

## Principi attivi
L'olio essenziale estratto dalle foglie ha una composizione molto variabile, dipendente dalla stagione, dal luogo di coltivazione e dallo sviluppo e raccolto della pianta. I suoi principali componenti sono l'eugenolo, l'acido ursolico e l'acido rosmarinico; in misura minore contiene Β-cariofillene e acido oleanolico. Nei semi si trovano acido linoleico e acido linolenico. Da un punto di vista nutrizionale fornisce vitamina A e C; calcio, ferro, zinco e clorofilla. Non contiene caffeina né altri stimolanti.

## Usi

### Farmacia

#### Proprietà
Dall'aroma forte e caratteristico, viene utilizzato da secoli nella medicina ayurvedica la quale gli assegna numerose proprietà, tra le quali quelle adattogene, antistress, antinfiammatorie, cardiotoniche antiossidanti, espettoranti, digestive, antibatteriche e quelle a supporto del sistema immunitario. È stato utilizzato nel trattamento di asma bronchiale, encefalite virale, ipertensione derivante da stress, disturbi dell'umore e del sistema immunitario, ulcera gastrica, artrite e sindrome da affaticamento cronico. Viene impiegato anche contro alcune patologie cutanee tra cui l'acne e le punture di insetti e aiuta inoltre a ridurre la quantità di zuccheri e di colesterolo nel sangue. I semi vengono consigliati nella eiaculazione precoce e per l'aumento della spermatogenesi..

#### Somministrazione
Per la somministrazione e il dosaggio è bene affidarsi a un esperto, le quantità variano a seconda che si segua una terapia preventiva o curativa, a seconda della concentrazione dei componenti chimici nelle diverse parti della pianta, del sistema di estrazione dei principi attivi ecc. Di solito vengono usate le foglie seccate di recente e possono anche essere somministrate in infusione sia quelle fresche che quelle secche.

#### Diffusione come medicamento o supplemento dietetico
In India il basilico sacro fa parte da secoli della medicina tradizionale; tra i primi Paesi occidentali dove è stato ufficialmente accettato dalle autorità e posto in vendita vi sono gli Stati Uniti, il Regno Unito, il Canada e la Francia.

#### Controindicazioni
Il basilico sacro è sconsigliato durante la gravidanza e l'allattamento. Non dovrebbe essere somministrato a fini terapeutici ai neonati e a bambini nei primissimi anni d'infanzia. A seguito di studi effettuati negli anni settanta su animali, sono stati riscontrati possibili effetti negativi del basilico sulla fertilità. Potrebbe causare un abbassamento degli zuccheri nel sangue, quindi non dovrebbe essere assunto da chi ha problemi di ipoglicemia. Dovrebbe essere assunto con moderazione da chi è affetto da diabete e non andrebbe usato contemporaneamente a insulina o altri farmaci antidiabetici.

### Cucina
Viene utilizzato come spezia in alcune cucine asiatiche:
Thailandia
nella cucina thailandese viene chiamato kaphrao (in thailandese กะเพรา), da non confondere con il basilico thai, chiamato horapha (โหระพา), che è la varietà thyrsiflora di Ocimum basilicum conosciuta anche col nome inglese di Thai basil. Tra i piatti più diffusi in Thailandia vi è il phad kaphrao, frittura al salto di pollo o maiale con l'aggiunta di basilico sacro. Per conservare il sapore e le proprietà del basilico sacro, si raccomanda di aggiungerlo subito dopo aver spento il fuoco.
India
Oltre che per le sue proprietà curative, il basilico sacro viene consumato in India anche come pianta aromatica e come rinfrescante. Uno dei modi di assunzione più comuni delle sue foglie è quello di aggiungerne alcune nel tè. Vengono anche aggiunte in altre bevande, nelle insalate, nel riso in fase di cottura ecc.